# Marmais Point
Der Marmais Point (englisch; bulgarisch нос Мармаис nos Marmais) ist eine vereiste Landspitze an der Südostküste der Trinity-Halbinsel im Norden des Grahamlands auf der Antarktischen Halbinsel. Sie ragt 6,3 km südwestlich des Kiten Point, 12 km nordwestlich des Kotick Point, 21,6 km nordnordöstlich des Gredaro Point und 6,65 km südöstlich des Mount Bradley in den Prinz-Gustav-Kanal hinein.
Deutsche und britische Wissenschaftler kartierten sie 1996 gemeinsam. Die bulgarische Kommission für Antarktische Geographische Namen benannte sie 2016 nach dem bulgarischen Fürsten und Heerführer Marmais († 924).